# Lazlow Jones
 (juin 2019).
Si vous disposez d'ouvrages ou d'articles de référence ou si vous connaissez des sites web de qualité traitant du thème abordé ici, merci de compléter l'article en donnant les références utiles à sa vérifiabilité et en les liant à la section « Notes et références ».
Pour les articles homonymes, voir Jones.
Lazlow Jones, né le 4 septembre 1973, est un animateur de radio et réalisateur américain. Il est connu pour avoir participé à l'écriture et à la production des stations radios des jeux vidéo de la série Grand Theft Auto.

## Biographie
Il quitta Rockstar Games vers avril 2020 à la suite de graves ennuis de santé entourant sa famille. Il rejoint par la suite Absurd Ventures, le nouveau studio de Dan Houser.

## DansGrand Theft Auto
Dans GTA III, Lazlow est l'animateur de la radio Chatterbox FM où sont diffusés des débats comiques et souvent parodiques. Sa popularité lui permit d'obtenir un rôle plus important dans Grand Theft Auto: Vice City dans lequel il anime la radio V-Rock. Il reprit son rôle dans les opus suivants de la série, incarnant généralement un personnage assez arrogant au comportement particulier. Dans Grand Theft Auto IV, il est cité dans le fichier de la police de Liberty City pour comportement obscène, et anime une radio de talk show appelée Integrity 2.0. On le voit également dans quelques missions de Grand Theft Auto V en tant qu'animateur de recherche pour jeune talent avec l'émission Star ou Tocard (Fame or Shame en anglais).